# Ansaldo-San Giorgio (1949)
Ansaldo San Giorgio S.p.A. era una azienda italiana che operava nel settore dell'elettrotecnica e della meccanica, fondata il 14 luglio 1949 con il nome di Società per Azioni Stabilimenti Elettromeccanici Riuniti Ansaldo San Giorgio e con sede a Genova. Nel 1962 la "Ansaldo San Giorgio S.p.A." assunse il controllo della San Giorgio elettrodomestici e nel 1966 nell'azienda confluì la produzione elettrotecnica delle CGE.
Nel 1976 la denominazione viene cambiata in Ansaldo San Giorgio - Società di Gestione S.p.A. Nel 1985 l'azienda è stata fusa in Ansaldo Trasporti.
Tra le produzioni dell'Ansaldo San Giorgio è possibile annoverare la parte elettrica della Locomotiva FS D.443, alcune parti delle turbine della Centrale idroelettrica del lago Delio (località Roncovalgrande nel comune di Maccagno in Provincia di Varese), produzione di filobus per l'estero: 90 filobus (40 dei quali articolati) realizzati nel 1962 per la "AMDET" di Montevideo, (Uruguay), 72 dei quali furono trasferite a la "COOPTROL" nel 1975 e stato in servizio fino al 26 gennaio 1992, ed un centinaio (1959-1960) per la İETT (l'azienda che gestisce il trasporto pubblico nella città di Istanbul); la turbina a vapore, l'alternatore ed i componenti di ciclo termico della centrale nucleare del Garigliano (realizzata tra il 1959 e il 1963 nel comune di Sessa Aurunca, in provincia di Caserta, dalla Società Elettronucleare Nazionale).
In precedenza, la denominazione Ansaldo San Giorgio era stata assunta tra il 1918 e il 1927 dalla società che gestiva quello che attualmente è lo stabilimento Fincantieri del Muggiano.

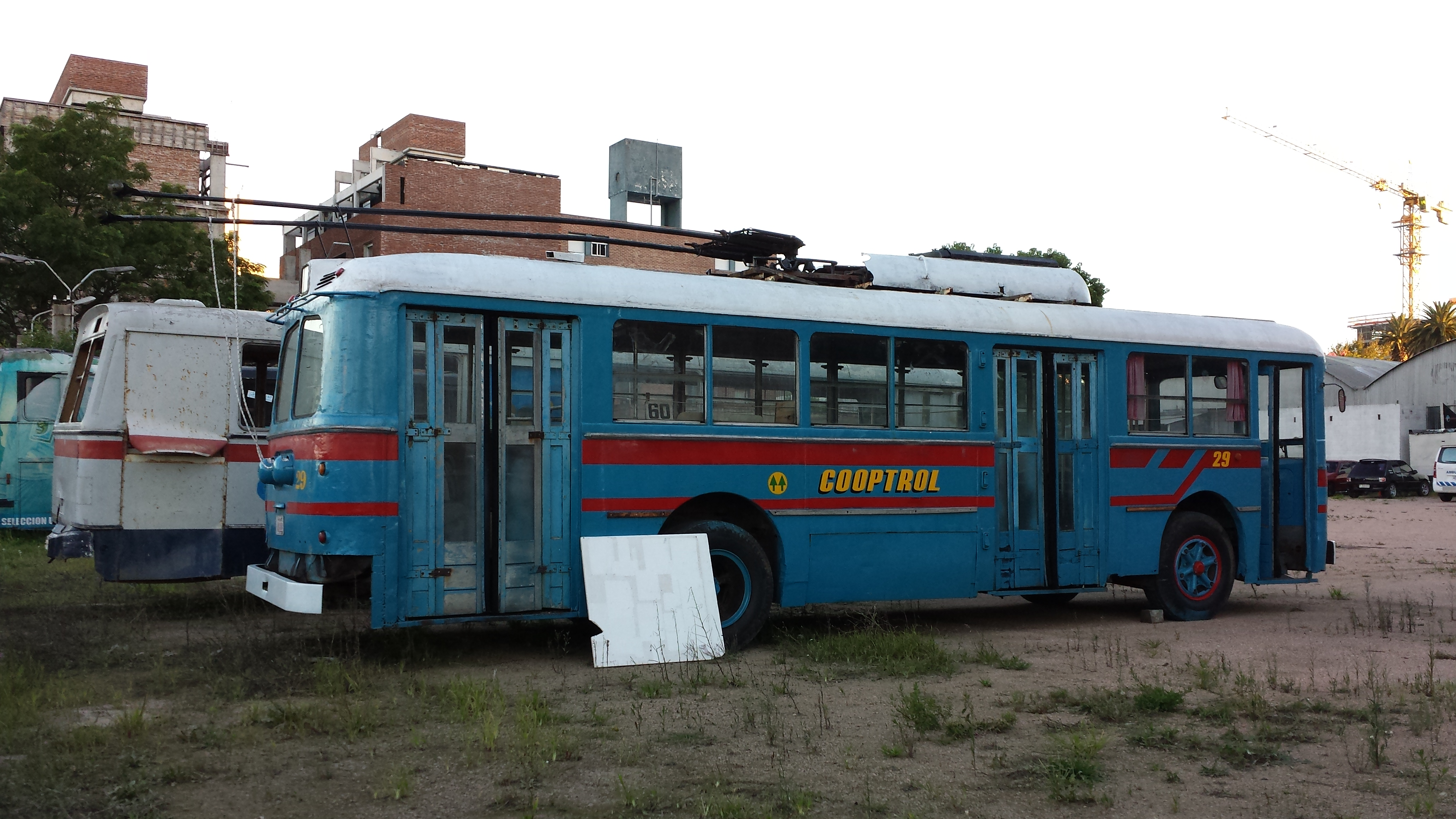
Montevideo: Filobus Ansaldo San Giorgio, appartenuto alla COOPTROL, matricola n. 29, restaurato e preservato come mezzo storico